# ENGINE (LOUDNESSのアルバム)
ENGINE（エンジン）はLOUDNESSの14枚目のアルバム。

## 内容
第4期LOUDNESSによる「インド3部作」及びRooms RECORDS在籍最後の作品。売り上げはオリジナルアルバムとして初めて1万枚を下回り、当時のスタジオアルバムのワースト記録を下回った。『TERROR 〜剥離〜』まで、LOUDNESS史上最低の売り上げであった。

## 批評
CDジャーナルは「すべてが超重厚でありながらも、近年の東洋っぽいアプローチがいい具合に光る。山田雅樹の声もワイルドでありけだるくもあり見事に使いこなすところはさすが」と評した。

## 収録曲
1. SOUL TONE
2. BUG KILLER
3. Black Biohazard
4. TWIST OF CHAIN
5. BAD DATE/NOTHIN' I CAN DO
6. APOCALYPSE
7. ACE IN THE HOLE
8. SWEET DREAMS
9. ASYLUM
10. BURNING EYE BALLS
11. JUNK HIS HEAD
12. 2008（CANDRA 月天）
13. COMING HOME

作詞：山田雅樹(#2 - 6, 8 - 13)、Kayla Ritt(#7)　
作曲：高崎晃(#1 - 6, 8 - 13)、本間大嗣(#7)
編曲：高崎晃(#1 - 6, 8 - 13)、LOUDNESS(#7)

## 参加ミュージシャン
- 山田雅樹 - ボーカル
- 高崎晃 - ギター
- 柴田直人 - ベース
- 本間大嗣 - ドラムス